# سندباد (مجتمع هتل و مرکز کنفرانس)

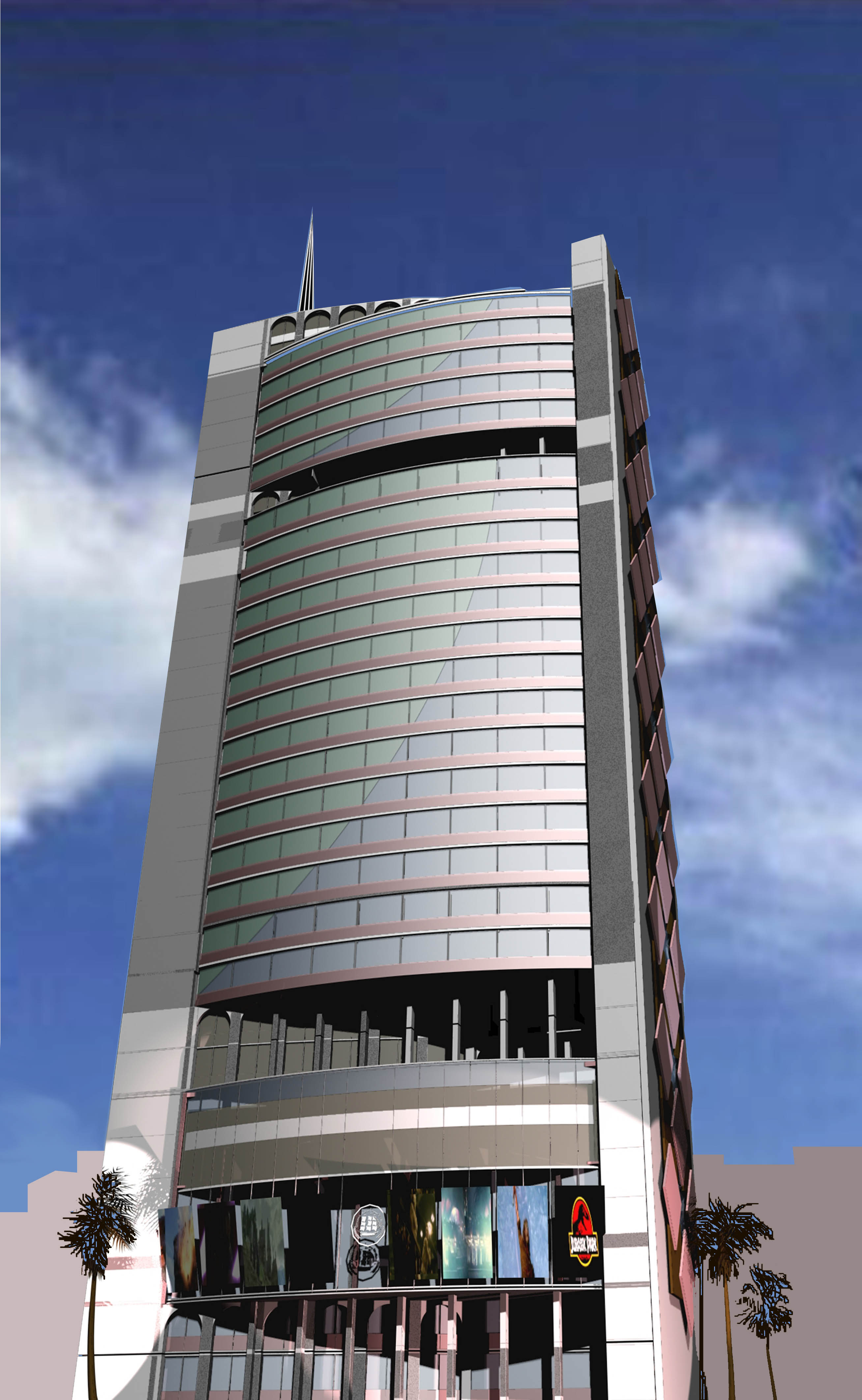
ارائه نمای مجتمع هتل و مرکز کنفرانس سندباد.

سندباد (انگلیسی: Sindbad Hotel Complex and Conference Center)
مجتمع هتل و مرکز کنفرانس سندباد ، توسط معمار «هشام اشکوری» در سال ۲۰۰۴ طراحی شد که برای اولین بار ایجاد هتل‌های بلند، مرکز کنفرانس و سینمای پیچیده در بغداد مدرن ، به عنوان نمادی از بازسازی عراق شد. این مرکز تجاری جدید به عنوان یک محل برای جذب سرمایه و انجام کسب و کار و تفریح در اقتصاد نوظهور عراق طراحی شده است و چند صد نفر از شهروندان عراقی را استخدام نمود. هر چند اعطا بیمه خطر سیاسی برای این پروژه توسط OPIC در سال ۲۰۰۴، سرمایه گذاران خصوصی را در مراحل اولیه توسعه مردد کرد.
هزینه کل پروژه در سال ۲۰۰۵ حدود ۱۱۳ میلیون دلار$ تخمین زده شد.